# Проезд Коммунаров
Прое́зд Коммуна́ров — улица в Оренбурге.

## История
Проезд возник на территории исторических районов Оренбурга Аренда и Новая слободка. В начале XX века проезд получил название Кадетский. В 1928 году переименован в честь коммунистических революционеров (сокращенно Коммунары).

## Расположение
Проезд Коммунаров начинается в районе Оренбургского центрального автовокзала, чуть ранее пересечения улиц Виноградная и Элеваторная. Тянется в юго восточном направлении на 1,5 км до улицы Постникова. После пересечения с Госпитальным переулком принимает форму «вилки». Южный зубец вилки меняет название на улицу Казаковская. Северный зубец тянется до ул. Постникова. После пересечения с ул. Постникова проспект меняет наименование на улицу 9 января.

## Застройка
Основная застройка по большей части представляет собой малоэтажные дома до 3 этажей.

### Образование
- Российский государственный торгово-экономический университет, филиал.
- Оренбургский Институт Путей Сообщения-филиал Самарский государственный университет путей сообщения.
- Оренбургский государственный медицинский университет, учебный корпус № 3.
- Оренбургский государственный педагогический университет, Учебный корпус 5 (Факультет психологии).

### Памятники истории и архитектуры[3][4]
- № 14Б — Гарнизонный госпиталь. Время постройки: середина ХIХ - начало XX вв.
- № 16 — Второе городское училище. 1902-1905 гг.
- № 17 — Пастырско-миссионерская школа. 1912 г.
- № 19 — Дом архиерея. 1865-1868 гг., 1898 г.
- № 45 — Особняк В.П. Крымова. 1903-1904 гг.
- № 57 — Городская усадьба Е.И. Иванова. Время постройки: рубеж XIX - XX вв.
- № 61 — Дом Е.И. Иванова. 1909 г.
- 1-й Неплюевский Кадетский корпус. 1872 г.

### Парки
- Парк культуры и отдыха «Тополя».
- Парк имени Ленина.

### Торговля
- Рынок «Локомотив».

### Другие значимые здания и организации
- Междугородный автовокзал.
- Городская Клиническая Больница № 2.